# Philipp Max
Philipp Martin Max (* 30. září 1993) je německý profesionální fotbalista, který hraje na pozici levého obránce za řecký klub Panathinaikos Athény.

## Klubová kariéra

### Schalke 04
Max přišel do Schalke 04 v roce 2010 z Bayernu Mnichov. V Bundeslize debutoval 25. března 2014 proti Borussii Dortmund, kdy nastoupil za Juliana Draxlera.

### Karlsruher
Dne 30. dubna 2014 podepsal tříletou smlouvu s Karlsruher SC s platností od následující sezóny.

### Augsburg
Dne 4. srpna 2015 se Max připojil k FC Augsburg na dvouletou smlouvu s opcí na prodloužení smlouvy za poplatek 3,6 milionu eur. Max vstřelil svůj první gól za Augsburg při vítězství 4:0 nad Hamburger SV dne 30. dubna 2017. Sezónu 2017/18 zakončil v Bundeslize 2 góly a se 12 asistencemi se stal druhým nejlepším nahrávačem v lize za Thomasem Müllerem z Bayernu, který měl 14 asistencí. V prosinci 2018 si při remíze 2:2 s Herthou BSC připsal své 100. ligové vystoupení za Augsburg. 13. prosince 2019 Max skóroval proti TSG Hoffenheim, když hrál na levém křídle, protože pravidelný křídelník Ruben Vargas si odpykával trest na jeden zápas. Max si v dalším zápase připsal další úspěch, vítězství nad Fortunou Düsseldorf, také když hrál na křídle.

### PSV
Dne 2. září 2020 se Max připojil k PSV Eindhoven.

### Eintracht Frankfurt
Dne 31. ledna 2023 Max přestoupil do Eintrachtu Frankfurt na hostování s opcí na odkup. Dne 26. května 2023 Eintracht aktivoval svou opci na koupi, učinil tak přestup trvalým a podepsal s Maxem tříletou smlouvu.

### Panathinaikos
Dne 6. srpna 2024 podepsal Max tříletou smlouvu s Panathinaikos v Řecku.

## Reprezentační kariéra
Byl součástí týmu na Letních olympijských hrách 2016, kde Německo získalo stříbrnou medaili. Své první povolání do seniorského národního týmu si vysloužil 6. listopadu 2020. Debutoval 11. listopadu 2020 v přátelském utkání proti Česku.

## Osobní život
Je synem bývalého německého útočníka Martina Maxe.

## Statistiky

### Klubové
Platí k zápasu hranému 12. února 2025.
| Klub                            | Sezóna            | Liga              | Liga   | Liga | Národní pohár | Národní pohár | Kontinentální | Kontinentální | Ostatní | Ostatní | Celkově | Celkově |
| Klub                            | Sezóna            | Soutěž            | Zápasy | Góly | Zápasy        | Góly          | Zápasy        | Góly          | Zápasy  | Góly    | Zápasy  | Góly    |
| ------------------------------- | ----------------- | ----------------- | ------ | ---- | ------------- | ------------- | ------------- | ------------- | ------- | ------- | ------- | ------- |
| Schalke 04                      | 2013/14           | Bundesliga        | 2      | 0    | 0             | 0             | 0             | 0             | —       | —       | 2       | 0       |
| Karlsruher SC                   | 2014/15           | 2. Bundesliga     | 22     | 0    | 1             | 0             | —             | —             | 2       | 0       | 25      | 0       |
| Karlsruher SC                   | 2015/16           | 2. Bundesliga     | 1      | 0    | 0             | 0             | —             | —             | —       | —       | 1       | 0       |
| Karlsruher SC                   | Celkově           | Celkově           | 23     | 0    | 1             | 0             | —             | —             | 2       | 0       | 28      | 0       |
| FC Augsburg                     | 2015/16           | Bundesliga        | 26     | 0    | 1             | 0             | 4             | 0             | —       | —       | 31      | 0       |
| FC Augsburg                     | 2016/17           | Bundesliga        | 25     | 1    | 1             | 0             | —             | —             | —       | —       | 26      | 1       |
| FC Augsburg                     | 2017/18           | Bundesliga        | 33     | 2    | 1             | 0             | —             | —             | —       | —       | 34      | 2       |
| FC Augsburg                     | 2018/19           | Bundesliga        | 30     | 4    | 4             | 0             | —             | —             | —       | —       | 34      | 4       |
| FC Augsburg                     | 2019/20           | Bundesliga        | 31     | 8    | 0             | 0             | —             | —             | —       | —       | 31      | 8       |
| FC Augsburg                     | Celkově           | Celkově           | 145    | 15   | 7             | 0             | 4             | 0             | —       | —       | 156     | 15      |
| PSV Eindhoven                   | 2020/21           | Eredivisie        | 31     | 5    | 3             | 1             | 10            | 0             | —       | —       | 44      | 6       |
| PSV Eindhoven                   | 2021/22           | Eredivisie        | 25     | 1    | 5             | 0             | 17            | 1             | 1       | 0       | 48      | 2       |
| PSV Eindhoven                   | 2022/23           | Eredivisie        | 14     | 0    | 1             | 0             | 9             | 0             | 1       | 0       | 25      | 0       |
| PSV Eindhoven                   | Celkově           | Celkově           | 70     | 6    | 9             | 1             | 36            | 1             | 2       | 0       | 117     | 8       |
| Eintracht Frankfurt (hostování) | 2022/23           | Bundesliga        | 10     | 0    | 3             | 0             | 2             | 0             | —       | —       | 15      | 0       |
| Eintracht Frankfurt             | 2023/24           | Bundesliga        | 23     | 1    | 2             | 0             | 7             | 0             | —       | —       | 32      | 1       |
| Eintracht Frankfurt             | Celkově           | Celkově           | 43     | 1    | 5             | 0             | 9             | 0             | 0       | 0       | 57      | 1       |
| Panathinaikos                   | 2024/25           | Řecká Superliga   | 7      | 0    | 0             | 0             | 2             | 0             | —       | —       | 9       | 0       |
| Celkově v kariéře               | Celkově v kariéře | Celkově v kariéře | 290    | 22   | 22            | 1             | 51            | 1             | 4       | 0       | 367     | 24      |

### Reprezentační
Platí k zápasu hranému 17. listopadu 2020.
| Národní tým | Rok     | Zápasy | Góly |
| ----------- | ------- | ------ | ---- |
| Německo     | 2020    | 3      | 0    |
| Celkově     | Celkově | 3      | 0    |

## Úspěchy
PSV
- KNVB Cup: 2021/22
- Johan Cruyff Shield: 2021, 2022

Německo U23
- Stříbrná medaile na Letních olympijských hrách: 2016

Individuální
- Tým měsíce Eredivisie: březen 2022